# René Pincebourde
René Pincebourde (1835-1898) est un éditeur, libraire et bibliographe français.

## Biographie
En l'état, on sait peu de chose sur les origines et la vie intime de René Nicolas Pincebourde, fils de Nicolas Pincebourde et de Geneviève Lucille Langlois.
Il entre comme commis de librairie chez Michel Lévy et chez Louis Hachette avant de devenir vers 1857 premier commis chez les libraires-éditeurs et imprimeurs Auguste Poulet-Malassis et Eugène de Broise au 4 de la rue de Buci, et est donc en contact avec Charles Baudelaire au moment du fameux procès contre Les Fleurs du mal. En novembre 1862, Poulet-Malassis, acculé à la faillite du fait de nombreux procès pour publications jugées obscènes et surtout d'invendus, s'exile à Bruxelles, laissant la gestion du fonds à Pincebourde : le jeune homme obtient son brevet de libraire en 1863, et fait du mieux qu'il peut, vend à perte une partie des stocks, et se retrouve sous les quolibets de son ancien patron qui le surnomme « Pincemaille ». Il est possible que De Broise, retourné à Alençon sauver l'imprimerie familiale, reste en secret le financier de cette affaire. Durant les quinze années suivantes, rien ne permet d'affirmer que Pincebourde n'a pas l'aval des anciens associés, ou qu'il ne soit qu'un simple prête-nom.
Pincebourde garde en effet de forts liens d'amitié et de travail avec l'entourage de Baudelaire : ainsi, Charles Monselet, Charles Asselineau, Jules Janin, Alfred Delvau ou Théophile Gautier lui confient-ils le soin d'éditer leurs textes quand il se lance dans l'édition à son tour, choisissant de publier de petits tirages très soignés, d'une facture assez luxueuse, parfois accompagnés d'eaux-fortes signées Célestin Nanteuil, Joseph Apoux, ou d'autres exécutées et tirées par l'entourage d'Alfred Cadart qui est son voisin. On connaît, par ailleurs, quelques belles estampes, parfois assez érotiques, éditées par Pincebourde.
Non loin du 59 rue de Richelieu, dernier siège des éditions Poulet-Malassis, il ouvre au numéro 78 une librairie à partir de 1863 et en fait à la fois un lieu pour les bibliophiles (il y vend quantités de stocks d'anciens tirages qu'il rachète à bas prix), ses propres productions et un comptoir pour d'autres éditeurs. 
L'un de ses premiers actes de libraire-bibliophile est La Petite Revue lancée le 14 novembre 1863 en collaboration avec le bibliothécaire Lorédan Larchey, qui est la suite en quelque sorte de la Revue anecdotique des lettres et des arts lancée en 1855 par le même Larchay chez Poulet-Malassis. C'est un bulletin hebdomadaire de seize pages qui va durer jusqu'en août 1870, et dont l'objet s'adresse à un nombre choisi de lecteurs éduqués et curieux ; le programme n'a rien d'ambitieux, il vise la qualité, le texte rare — comme cet inédit du sulfureux Urbain Grandier en 1866 —, l'originalité. Interrompu par la guerre de 1870, ce bulletin eut également un autre collaborateur à partir de 1867 en la personne de l'historien d'art Albert Patin de La Fizelière (1819-1878) ; on note la réédition de La Lorgnette littéraire, suite de portraits cocasses signés par Monselet en 1870, après une précédente édition en 1865 dans cette revue.
L'âge d'or, si l'on peut dire, des productions Pincebourde, correspond aux dernières années du Second Empire et aux débuts de celles de la Troisième République, publiant des collections comme la « Bibliothèque originale », la « Petite Bibliothèque des curieux », etc., en collaboration avec l'imprimeur Damase Jouaust. Il est également un courtier assez opportuniste, se ruant sur la bibliothèque de Saint-Beuve juste après le décès de celui-ci en octobre 1869 et revendant la plupart des pièces rares à bon prix ; il édite d'ailleurs de nombreux catalogues de ventes de livres anciens. En 1872, il édite les souvenirs et la correspondance de Baudelaire, ainsi que des pièces inédites du poètes et termine l'édition des Camées parisiens de Théodore de Banville qui lui vaut un franc succès.
Il eut plusieurs adresses parisiennes après 1870. Il repasse rive gauche et s'installe d'abord au 14 rue de Beaune. Puis Auguste Dumont lui confie la gérance de la librairie du Gil Blas au 19 boulevard des Capucines. Il ouvre une nouvelle boutique au 50 rue de Bellechasse en 1881, puis migre au 11 rue du Pré-aux-Clercs, pour terminer vers 1890 au 34 rue de Verneuil où il publie l'un de ses derniers ouvrages, une petite étude d'Eugène Demolder sur Félicien Rops (1894) puis surtout Le Tombeau de Charles Baudelaire (1896).
Le 8 décembre 1898, des mariniers retrouvent son corps noyé dans la Seine du côté de Poissy : la presse parisienne publie le fait-divers le lendemain, concluant au suicide de cet homme de 63 ans, conjecturant des problèmes sentimentaux et une disparition qui remontait au 17 novembre ; il se pourrait aussi que ses affaires périclitaient, mais rien ne permet de confirmer cette hypothèse. Il laisse une veuve, sa seconde épouse, Berthe Marie Lesfauris, qui était venue reconnaître le corps.